# 용문
용문(龍門, 룽먼)은 저장(浙江) 서부의 마을이다. 푸춘 강의 남쪽으로 샨샤 영역의 기슭이다. 인구는 9000명인데 그중에 90%가 선씨이다.